# サンディニスタ!
『サンディニスタ!』（Sandinista!）は、パンク・ロック・バンド、ザ・クラッシュの4作目のスタジオ・アルバム。3枚組で発売され、各面に6曲ずつの計36曲収録している。  

## 経歴
アルバムのほとんどは、1980年にロンドンとマンチェスター、ジャマイカ、ニューヨークで録音された。基本的には、ミックとジョー2人のセルフ・プロデュースで、録音とミキシングはビル・プライス、エンジニアはウェセックス・サウンド・スタジオのジェリー・グリーンとエレクトリック・レディ・スタジオのJ.P.ニコルソン、チャンネルワン・スタジオのランスロット・“マキシー”・マッケンジー及びビル・プライス。ダブ・ヴァージョンの曲とトースティングは、1980年のシングル「バンクロバー」で初めて手を組んだマイキー・ドレッドの手による。このアルバムで、バンドはパンクやレゲエのみならず、ダブ、R&B、カリプソ、ゴスペルなどへと拡がりを見せた。ストレートなロックナンバーと同等の、濃密でエコーが効いたサウンドは、明らかにレゲエ、特にプロデューサーのリー・“スクラッチ”・ペリー（1977年にシングル「コンプリート・コントロール」をプロデュースし、1980年にはニューヨークでのショーを主催した）の影響を顕す。
ニューヨークでのレコーディング開始時、ベースのポール・シムノンは映画出演で忙しく、イアン・デューリー&ザ・ブロックヘッズのノーマン・ワット＝ロイが代役で呼ばれた。これは、後にワット＝ロイとバンド仲間のキーボーディスト、ミッキー・ギャラガーが「7人の偉人」について「彼らの曲を元にしており、彼らも共同作曲者である」という主張をしたため、反感の原因となった。ドレッドもまた、彼がアルバムのプロデューサーとしてクレジットされていないことに怒ったが、彼の名は「Version Mix」という名義でクレジットされている。このアルバムの他のゲストは、俳優のティム・カリー（「ザ・サウンド・オブ・シナーズ」で牧師の役）、歌手のエレン・フォーリー（当時のジョーンズの恋人）、ザ・ヴォイドイズの元ギタリストであるアイヴァン・ジュリアン、エディ&ザ・ホット・ロッズの元メンバーであるルー・ルイス、そしてジョーの旧友で作曲家のタイモン・ドッグは「ルーズ・ディス・スキン」でヴァイオリン、歌を担当し、作曲もしている（後にジョーのバンド、ザ・メスカレロスにも加わる）。ミッキー・ギャラガーの子供達も参加している。息子のルークとベンは、クラッシュの最初のアルバムの曲「出世のチャンス」を歌っている。そして娘のマリアは、「ブロードウェイ」のアウトロに『ロンドン・コーリング』の曲「ブリクストンの銃」の一篇を歌っている 。
それまで「ストラマー/ジョーンズ」だった作者クレジットがはじめて「ザ・クラッシュ」になった。また、4人全員がリード・ボーカルを執った唯一のアルバムである。ドラムのトッパー・ヒードンは「イワンがG.I.ジョーに会う時」で独特のリードボーカルを披露し、ベースのポール・シムノンも「歪んだビート」でリードを歌っている。
イギリスでのテイクから4枚のシングルがリリースされた。「バンクロバー」（アルバムには収録されていない）と「ザ・コール・アップ」、「ヒッツヴィルU.K.」と「7人の偉人」である。「7人の偉人」はおそらく初のブリティッシュ・ラップ・シングルで白人バンドによる最初のラップ・シングルの一つであるという点において特筆に値する。
LPを3枚組にするのは、『ロンドン・コーリング』の場合と同様レコード会社を欺いた結果である。アルバムのリリースに関して、2つの相反する説がある。1つは2枚組アルバムに12インチシングルを付けると言って、重役が気づく前に3枚組のLPを仕上げてしまうという、前回と同じやり口を使ったという説。もう1つは、確実に3枚組LPにするため、最初の20万枚分の版権をすべて返上したという説である。ストラマーは『パンク・マガジン』誌のジュディ・マクガイアにインタビューでこう言っている。「そう、今君と話しているのが『サンディニスタ!』の版権をフイにした男さ」 いずれが正しいにせよ状況はファンの目にバンドの見通しを良くし、ややこしい存在を超越した。
アルバムの内容を抽出して『サンディニスタ ナウ!』と銘打った1枚組のLPがプレスとラジオ局に配られた。表面には「ポリス・オン・マイ・バック」、「誰かが殺された」、「ザ・コール・アップ」、「サンディニスタ!」、「イワンがG.I.ジョーに会う時」と「ヒッツヴィルU.K.」、裏面には「ロンドン塔」、「7人の偉人」、「政府の指導者」、「ジャンコ」、「ワン・モア・タイム」と「ザ・サウンド・オブ・シナーズ」が収録されていた。
タイトルは、前年に独裁者アナスタシオ・ソモサ・デバイレを政権から引きずり下ろしたニカラグアの左翼ゲリラ組織サンディニスタ民族解放戦線に由来。カタログナンバーの "FSLN1" は同組織のフルネーム "Frente Sandinista de Liberacion Nacional" の頭文字に由来する。
タイトル・ナンバーはクラッシュの詩人ストラマーの、最も広範囲にわたり、最も具体的な政治声明で、現在にまで通じる。この中でストラマーは世界中の紛争、論争を阻止する。すなわち、チリ、ニカラグア、キューバ、アフガニスタン、チベットである（最初の3国に対しては、ストラマーは彼が左翼運動か政府側とみなすサイドに立つように見える、残りの2国については、彼が帝国主義的行動とみなすモスクワや北京の共産政権の方針を鋭く批判する）。最初のローリング・ストーン誌の『サンディニスタ!』のレヴューは、「サンディニスタ!」と「平等」「ザ・コール・アップ」をあわせて「アルバムの核心」と評した。
オリジナルの3枚組LPには「ザ・ハルマゲドン・タイムズ ナンバー3（EP『ブラック・マーケット・クラッシュ』収録の「ハルマゲドン・タイム」を使った遊び）」と銘打たれ3つ折りの歌詞シートが挟まれていた。ナンバー1とナンバー2はクラッシュのファン誌である。歌詞シートにはスティーヴ・ベル名義の漫画と、全曲の歌詞が（まあまあ読める）手書きで載せられていた。2枚組CDではこの歌詞カードのコピーが縮小されて同梱されている。
ジョーは、ロック界では珍しい3枚組LPのコンセプトについて、『ローリング・ストーン』誌にブルース・スプリングスティーンとのライバル心によるものだと語っている。前作『ロンドン・コーリング』が1980年に発売された時、評論家達は「スプリングスティーンがリリース予定の2枚組アルバム『ザ・リバー』はクラッシュより多く売れ、インパクトも上回るだろう」と評した。ジョーの答えは「そんならブルース、これでも食らえ」で、バンドは『サンディニスタ!』を3枚組に増やした。

### 評価
もっと野心を抑え、小さなプロジェクトにすべきだったと言う評論家もいる一方で、ビートルズの『ホワイト・アルバム』に匹敵するという意見もある。 
1981年には、評論家によるいくつもの栄誉を勝ち取り、『ヴィレッジ・ヴォイス』誌の「Pazz & Jop」投票で年間最高アルバムに選ばれた。デイヴ・マーシュは、このアルバムがサウンドのみならず、主題も数年先を行っていることに注目した。
。このアルバムは、1980年代後半から1990年代前半のワールドミュージックの流行を予言する、文体上、時事問題上のポプリである。レゲエ、ジャズ、ゴスペル、ロカビリー、フォーク、ダブ、リズム・アンド・ブルース、カリプソ、クラッシュ流のロック、その他様々な要素が『サンディニスタ!』にある。アルバムには、当時まだその中心となる黒人にさえ耳新しかったラップを2曲取り入れている。ジョン・ピッカレラは、バンドの「クラッシュスタイルなんか糞食らえだ。世界はもっと向こうにあるんだぜ」という言葉を受け、「The Clash Drop The Big One」と題したレヴューと最高点の5つ星を与えた。
ザ・スミザリーンズ、キャンパー・ヴァン・ベートーベン、ジョン・ラングフォード（メコンズ）、サリー・ティムズ、エイミー・リグビー、カトリーナ・レスニカッチ（ウェイヴズ）、レックレス・エリック、ウィリー・ナイル、マシュー・ライアン、ステュー、セックス・クラーク・ファイヴ、シド・グリフィン&コール・ポーターズ、アーラ、ザ・ブリザード・オブ78とマイキー・ドレッド、ルビィ・オン・ザ・ヴァイン、その他のアーティストによるトリビュート・アルバム『サンディニスタ! プロジェクト』が2007年5月15日に「00:02:59 レコード（ヒッツヴィルU.K.の歌詞に因んだレーベル名）」から発売された。このアルバムには「ミッドナイト・ログ」でソウル・フードとミッキー・ギャラガーの競演もある。
『オルタナティヴ・プレス』誌の「重要な10枚の政治的、革命的アルバム」に選ばれた。
CMJ誌の「1981年に最も聴かれたアルバムトップ20」において、2位になった
2003年に『ローリング・ストーン誌が選ぶオールタイム・ベストアルバム500』において、407位にランクイン（書籍第3版では404位）。2020年版では323位にランクされている。
レッド・ホット・チリ・ペッパーズのフリーが、最も好きなロック・アルバムに挙げている。

## 収録曲
特記無い限り全曲クラッシュ作。CD版ではサイド3までが1枚目のCDで、それ以降が2枚目のCDに収録。
サイド1
1. 7人の偉人 - "The Magnificent Seven" - 5:28
2. ヒッツヴィルU.K. - "Hitsville UK" - 4:20
  - ボーカル: ミック・ジョーンズ/エレン・フォーリー
3. ジャンコ - "Junco Partner" （作者不詳） - 4:53
4. イワンがG.I.ジョーに会う時 - "Ivan Meets G.I. Joe" - 3:05
  - ボーカル: トッパー・ヒードン
5. 政府の指導者 - "The Leader" - 1:41
6. 老いたイングランド - "Something About England" - 3:42

サイド2
1. 叛乱ワルツ - "Rebel Waltz" - 3:25
2. ルック・ヒア - "Look Here" （モーズ・アリスン） - 2:44
3. 歪んだビート - "The Crooked Beat" - 5:29
  - ボーカル: ポール・シムノン
4. 誰かが殺された - "Somebody Got Murdered" - 3:34
5. ワン・モア・タイム - "One More Time" （ザ・クラッシュ / マイキー・ドレッド） - 3:32
6. ワン・モア・ダブ - "One More Dub" （ザ・クラッシュ / マイキー・ドレッド） - 3:34
  - 「ワン・モア・タイム」のダブ・ヴァージョン

サイド3
1. ライトニング・ストライクス（電光一閃!おんぼろニューヨークを直撃） - "Lightning Strikes (Not Once But Twice)" - 4:51
2. ロンドン塔 - "Up in Heaven (Not Only Here)" - 4:31
3. コーナー・ソウル - "Corner Soul" - 2:43
4. レッツ・ゴー・クレイジー - "Let's Go Crazy" - 4:25
5. もしも音楽が語ることができるなら - "If Music Could Talk" （ザ・クラッシュ / マイキー・ドレッド） - 4:36
6. ザ・サウンド・オブ・シナーズ - "The Sound of the Sinners" - 4:00

サイド4
1. ポリス・オン・マイ・バック - "Police on My Back" （エディ・グラント） - 3:15
2. ミッドナイト・ログ - "Midnight Log" - 2:11
3. 平等 - "The Equaliser" - 5:47
4. ザ・コール・アップ - "The Call Up" - 5:25
5. サンディニスタ!（ワシントンの銃弾） - "Washington Bullets" - 3:51
6. ブロードウェイ - "Broadway" - 5:45
  - 曲の最後にマリア・ギャラガーが歌う「ブリクストンの銃」が挿入されている

サイド5
1. ルーズ・ディス・スキン - "Lose This Skin" （タイモン・ドッグ） - 5:07
  - ボーカル: タイモン・ドッグ
2. チャーリー・ドント・サーフ（ナパーム弾の星） - "Charlie Don't Surf" - 4:55
3. メンズフォース・ヒル - "Mensforth Hill" - 3:42
  - 「老いたイングランド」の逆回転
4. ジャンキー・スリップ - "Junkie Slip" - 2:48
5. キングストン・アドヴァイス - "Kingston Advice" - 2:36
6. ストリート・パレード - "The Street Parade" - 3:26

サイド6
1. ヴァージョン・シティ列車 - "Version City" - 4:23
2. リヴィング・イン・フェイム - "Living in Fame" （ザ・クラッシュ / マイキー・ドレッド） - 4:36
  - 「もしも音楽が語ることができるなら」のダブ・ヴァージョン。ボーカルはマイキー・ドレッド
3. シリコン・オン・サファイア - "Silicone on Sapphire" - 4:32
  - 「サンディニスタ!」のダブ・ヴァージョン
4. ヴァージョン・パードナー - "Version Pardner" - 5:22
  - 「ジャンコ」のダブ・ヴァージョン
5. 出世のチャンス - "Career Opportunities" - 2:30
  - ルーク/ベン・ギャラガーが歌う新ヴァージョン
6. シェパーズ・ディライト - "Shepherds Delight" （ザ・クラッシュ / マイキー・ドレッド） - 3:25

## メンバー
- ジョー・ストラマー - ボーカル、ギター
- ミック・ジョーンズ - ギター、ボーカル
- ポール・シムノン - ベース、ボーカル
- トッパー・ヒードン - ドラムス、ボーカル

### ゲストミュージシャン
- ミッキー・ギャラガー - キーボード
- タイモン・ドッグ - 「ルーズ・ディス・スキン 」でヴァイオリン、ボーカル
- ノーマン・ワット＝ロイ - 「7人の偉人」と「ライトニング・ストライクス」でベース
- J.P.ニコルソン - キーボード
- エレン・フォーリー - 「ヒッツヴィルU.K.」でボーカル
- デヴィッド・ペイン - サックス
- レイ・ガスコン
- デイヴ・イェイツ
- デン・ハガーティ - ボーカル
- ルーク・ギャラガー - 「出世のチャンス」でボーカル
- ベン・ギャラガー - 「出世のチャンス」でボーカル
- マリア・ギャラガー 「ブロードウェイ」でボーカル
- ゲイリー・バーナクル - サックス
- ビル・バーナクル - トランペット
- ジョディ・ウィンスコット
- アイヴァン・ジュリアン - ギター
- ノエル・テンポ・ベイリー
- アンソニー・ネルソン・スティーリー
- リュー・ルイス - ボーカル、ハーモニカ
- ジェラルド・バクスター＝ワーマン
- テリー・マクウェイド
- ルドルフ・アドルファス・ジョーダン
- バターシー
- マイキー・ドレッド - 「リヴィング・イン・フェイム」でボーカル

## 順位

### アルバム
| 年   | チャート             | 順位 |
| ---- | -------------------- | ---- |
| 1980 | 全英アルバムチャート | 19   |
| 1980 | Billboard 200        | 24   |

### シングル
| 年   | シングル           | チャート                              | 順位 |
| ---- | ------------------ | ------------------------------------- | ---- |
| 1980 | ザ・コール・アップ | 全英シングルチャート                  | 40   |
| 1981 | ヒッツヴィルU.K.   | 全英シングルチャート                  | 56   |
| 1981 | ヒッツヴィルU.K.   | ビルボード: 主流のロック              | 53   |
| 1981 | 7人の偉人          | 全英シングルチャート                  | 34   |
| 1982 | 7人の偉人          | ビルボード:クラブでかけられたシングル | 21   |

## 賞
| 認定者            | 賞         | 枚数      |
| ----------------- | ---------- | --------- |
| RIAA （アメリカ） | プラチナム | 1,000,000 |